# Абатство Олн
Абатство Олн (на френски: Abbaye d'Aulne) е историческо бенедиктинско и цистерцианско абатство в селището Гозе, днес част от гр.Тюен, окръг Тюен, провинция Ено, Югоизточна Белгия.

## История
Абатството е основано през 657 г. от свети Ланделин. Първоначално манастира е част от бенедиктинския орден. През 880 г., абатството е разрушено от норманите и е възстановено 50 години по късно от Ришар, епископ на Лиеж. През 974 г. манастирът е реформиран за съвместно живеене на епархийските свещеници, които се подчинявалт на монашеските Правила на Свети Бенедикт през 1144 г.
През 1147 г. по искане на лиежкия епископ, абатството е предадено на Цистерцианския орден. През XV век на няколко пъти монасите са принудени да бягат от сблъсъци между войските на херцозите на Бургундия и да търсят защита в Лиеж, като всеки път абатството търпи значителни щети. В началото на XVI век, абатството е ограбено по време на френски нашествия. XVIII век е цветущ период за абатството. То се замогва финансово, което позволява разкошено обновяване и разширяване на манастирските сгради.
През 1794 г. по време на Френската революция, абатството е подложено на разрушение. Манастирската библиотека, съдържаща около 40000 тома и около 5000 ръкописа е унищожена напълно.
След революцията основната манастирска сграда е превърната в старчески дом. През 1875 г. на мястото на стария вход на абатството е построена нова църква, която става енорийската църква на село Алдер.
През 2006 г. благодарение на средствата от ЕС и регион Валония се разработва проект за развитие на поклоннически туризъм. През 2010 г. на областта Валония купува целия имот и планира да го възстанови в следващите години.
Абатството не е възстановено и от него са налице само живописни руини.

## Абатска бираАбей д'Олн
Абатската бира „Абей д'Олн“ се прави от 2000 г. от пивоварната Brasserie du Val de Sambre в близост до руините на абатството. Тя има правото да носи логото „Призната белгийска абатска бира“ от 2005 г.